# Bolesław Dylak
Bolesław Dylak (ur. 2 lutego 1925 w Krynce, zm. 20 października 2009 w Warszawie) – polski nauczyciel i polityk ruchu ludowego, poseł na Sejm PRL VI kadencji, w latach 1976–1981 wiceminister oświaty i wychowania.

## Życiorys
Syn Wojciecha i Aleksandry. Uzyskał wykształcenie wyższe na Wydziale Historyczno-Socjologicznym Wyższej Szkoły Nauk Społecznych przy KC PZPR, uzyskując stopień magistra (1961). W 1947 działał w Związku Młodzieży Wiejskiej RP „Wici”, a od 1948 do 1949 w Związku Młodzieży Polskiej. W 1948 został członkiem Stronnictwa Ludowego, z którym w 1949 przystąpił do Zjednoczonego Stronnictwa Ludowego. Od 1 listopada 1949 był członkiem Związku Nauczycielstwa Polskiego. W latach 1950–1951 pełnił funkcję prezesa Powiatowego Komitetu ZSL w Łukowie, a potem był inspektorem w Ministerstwie Oświaty. Od 1957 sprawował funkcje w Naczelnym Komitecie ZSL. Był także sekretarzem Wojewódzkiego Komitetu Partii w Warszawie. Wiceprzewodniczący WK Społecznego Funduszu Budowy Szkół i Internatów, Wojewódzkiego Społecznego Komitetu Ochotniczej Rezerwy Milicji Obywatelskiej i Wojewódzkiego Zarządu Ligi Obrony Kraju. W 1969 został kierownikiem Wydziału Organizacyjnego NK ZSL. W 1972 uzyskał mandat posła na Sejm PRL w okręgu Radzyń Podlaski. Pełnił funkcję zastępcy przewodniczącego Komisji Mandatowo-Regulaminowej oraz Komisji Prac Ustawodawczych. Od 15 stycznia 1976 do 31 października 1981 był podsekretarzem stanu w Ministerstwie Oświaty i Wychowania.
Pochowany 23 października 2009 w Krynce.

## Odznaczenia
- Krzyż Oficerski Orderu Odrodzenia Polski
- Krzyż Kawalerski Orderu Odrodzenia Polski
- Order Sztandaru Pracy II klasy
- Złoty Krzyż Zasługi
- Srebrny Medal „Za zasługi dla obronności kraju”
- Brązowy Medal „Za zasługi dla obronności kraju”
- Złota Odznaka ZNP
- Złota Odznaka „Za zasługi dla województwa warszawskiego”